# Гайфуллина, Эльвира Хайретдиновна
Эльви́ра Хайретди́новна Гайфу́ллина (10 июня 1950, п. Янаул, Башкирская АССР) — музыкант, педагог, главный приглашенный хормейстер Екатеринбургского академического театра оперы и балета, профессор УГИИ. Заслуженный деятель искусств Российской Федерации  (1998). Народная артистка Республики Башкортостан (2009).

## Биография
Родилась в п. Янаул Башкирской АССР 10 июня 1950 года в большой семье: отец, Хайретдин Ямалетдинович, председатель Янаульского райисполкома, мать, Рабига Гибадатулловна, заведующая детским садом, пять старших сестёр.
По окончании восьми классов школы поступила в Уфимское музыкально-педагогическое училище № 2 (педагог Р. Утяшева), а после сразу же на третий курс вечернего отделения Уфимского училища искусств.
В 1976 году окончила Уфимский государственный институт искусств имени Загира Исмагилова по специальности «Хоровое дирижирование» (класс заслуженного деятеля искусств России и Башкортостана, кандидата искусствоведения, профессора М. П. Фоменкова). В 1985 году — аспирантуру Московского государственного музыкально-педагогического института имени Гнесиных (научные руководители: народный артист СССР, лауреат Государственной премии имени М.Глинки, профессор В. Н. Минин и заслуженный деятель искусств России, профессор Л. А. Попова).
С 1980 года сама преподаёт на кафедре хорового дирижирования в Уфимском государственном институте искусств. С 1994 по 2001 гг. заведовала кафедрой. В настоящее время — профессор кафедры.
В 1984 году была приглашена в качестве главного хормейстера в Башкирский театр оперы и балета, где проработала до 2014 года. В 1995 году в содружестве с режиссёром Д. Абсалямовой создала при театре детскую хоровую студию. В декабре 2007 года Э. Гайфуллина стала главным хормейстером муниципального фольклорного ансамбля песни и танца «Мирас» г. Уфы.
 С сезона 2010—2011 — главный хормейстер, с сезона 2012—2013 — главный приглашенный хормейстер Екатеринбургского государственного академического театра оперы и балета.

## Творчество
Э. Гайфуллина — автор постановок хоровых сцен более чем в 50 спектаклях национальной, русской, зарубежной классики. Среди них: «Аида», «Дон Карлос», «Риголетто», «Травиата» и «Трубадур» Дж. Верди;
 «Фауст» Ш. Гуно;
 «Кармен» и «Искатели жемчуга» Ж. Бизе;
 «Паяцы» Р. Леонкавалло;
 «Мадам Баттерфляй» Дж. Пуччини;
 «Евгений Онегин»,, «Иоланта», «Мазепа» и «Пиковая дама» П. Чайковского;
 «Князь Игорь» А. Бородина;
 «Алеко» С. Рахманинова;
 «Снегурочка» Н. Римского-Корсакова;
 «Салават Юлаев», «Шаура», «Кахым-туря», «Акмулла», «Послы Урала» З. Исмагилова;
 «В ночь лунного затмения» и «Мemento» С. Низаметдинова;
 «Летучая мышь» И. Штрауса и др.
Концертный репертуар Эльвиры Гайфуллиной включает вокально-симфонические произведения: «Военный реквием» Б. Бриттена, Реквием Дж. Верди, «Stabat Mater» Дж. Россини, «Поэма памяти Сергея Есенина» Г. Свиридова, «Казнь Степана Разина», Тринадцатая симфония, «Антиформалистический раёк» Д. Шостаковича, Девятая симфония Л. Бетховена, «Три русские народные песни» для хора и оркестра С. Рахманинова, «Александр Невский» и «Иван Грозный» С. Прокофьева, «Грек Зорба» М. Теодоракиса, «Carmina Burana» К. Орфа и др.
С труппой театра выезжала на гастроли в Турцию (1999), Египет (2003), Португалию (2006), Таиланд (2006, 2008).
В 2003 году по приглашению дирекции объединённых театров Турции работала в Театре оперы и балета Анкары, в 2006—2008 гг. — в Екатеринбургском театре оперы и балета.
Под руководством Э. Гайфуллиной на сцене БГТОиБ проходили бенефисы хора и концерты хоровой музыки.

## Награды и звания
- 1994 — заслуженный деятель искусств Республики Башкортостан
- 1998 — заслуженный деятель искусств Российской Федерации
- 2009 — народная артистка Республики Башкортостан
- 2012 — специальная номинация жюри конкурса и фестиваля «Браво!» — 2011 — «За работу хорового ансамбля» в спектакле «Любовь к трём апельсинам» Екатеринбургского театра оперы и балета

## Семья
Муж: Эдуард Зюферович Гайфуллин — концертмейстер группы фаготов театра, сыновья Рамиль (род. 1970) — начальник отдела оперативно-зонального контроля Управления собственной безопасности Министерства внутренних дел. Сын: Тимур (род. 1979) — специалист по экономике и маркетингу в компании «Дельрус», концертмейстер хора БГТОиБ. Внуки Мурат, Булат, Самат и внучка Софья.